# الويس مارتن ديفيد
الويس مارتن ديفيد (بالألمانية: Alois Martin David ) (و. 1757 – 1836 م) هو عالم فلك، وتربوي، وأستاذ جامعي من ألمانيا .
توفي عن عمر يناهز 79 عاماً.